# Meioneta brevipes
Meioneta brevipes är en spindelart som först beskrevs av Eugen von Keyserling 1886.  Meioneta brevipes ingår i släktet Meioneta och familjen täckvävarspindlar. Inga underarter finns listade i Catalogue of Life.